# واهان آرتسرونی
واهان آرتاشسی آرتسرونی (ارمنی: Վահան Արտաշեսի Արծրունի؛ Vahan Artsruni زادهٔ ۵ دسامبر ۱۹۶۵) یک آهنگساز، موسیقیدان، خواننده و هنرمند موسیقی راک اهل ارمنستان است.

## زندگی‌نامه
وی در ۵ دسامبر ۱۹۶۵ در ایروان به دنیا آمد و فعالیت موسیقایی خویش را در سال ۱۹۸۴ در ترکیب گروه موسیقی آرتور مسچیان شروع کرد. وی از دانشگاه پزشکی دولتی ایروان و در سال ۱۹۹۵ کنسرواتوار دولتی کومیتاس ایروان در رشته وُکال زیرنظر گوهار گاسپاریان فارغ‌التحصیل شده‌است. وی بین سال‌های ۱۹۸۹ تا ۱۹۹۴ در گروه موسیقی کر پسران «نارک» و بین سال‌های ۱۹۹۳ تا ۱۹۹۴ در آکادمی دولتی کاپلا ارمنستان و گروه کر قرون وسطی «هایسماوورک» به عنوان تکخوان فعالیت نمود.

## بخشی از فیلمشناسی
- یه‌وا (۲۰۱۷)